# 육법
육법(六法, 문화어: 륙법, 영어: Six Codes)은 법률 가운데 주요한 여섯 개의 법률, 즉 헌법·민법·형법·상법·민사소송법·형사소송법의 총칭이다. 오늘날 6법이라 하면 위의 6법 이외의 그 부속법과 특별법을 집록(集錄)한 법령집을 가리키는 경우가 많다(<육법전서>(六法全書, 문화어: 륙법전서)의 약어). 육법이라는 말의 유래는 프랑스에서 민법·상법·민사소송법·형사소송법(치죄법)·형법의 순으로 제정된 법전을 '나폴레옹 5법전'(프랑스어: cinq codes napoléoniens, 영어: Five Napoleonic Codes)이라고 말한 데서 비롯된 것이며, 여기에 헌법을 더해서 6법전이라 총칭하게 된 것이라 한다.

## 같이 보기
- 프랑스 민법전(나폴레옹 법전)